# Carlo Peretti
Carlo Peretti (* 5. März 1930 in Florenz; † 31. Mai 2018 in Portoferraio) war ein italienischer Wasserballspieler. Er war Olympiadritter 1952 sowie Europameisterschaftsdritter 1954. Er gewann einmal bei Mittelmeerspielen.

## Karriere
Carlo Peretti begann bei Rari Nantes Florentia. 1956 wurde er italienischer Meister mit Lazio Rom.
Bei den Olympischen Spielen 1952 in Helsinki gewann die italienische Nationalmannschaft ihre ersten sieben Spiele und verlor dann in der Finalrunde gegen die Ungarn und gegen die Jugoslawen. Die Ungarn erhielten die Goldmedaille, die Jugoslawen Silber und die Italiener Bronze. Peretti wurde in fünf Spielen eingesetzt. Zwei Jahre später wurde Peretti mit der italienischen Mannschaft auch bei der Wasserball-Europameisterschaft 1954 in Turin Dritter hinter den Mannschaften aus Ungarn und aus Jugoslawien. Peretti warf insgesamt vier Tore. Im Jahr darauf gewann die italienische Mannschaft den Titel bei den Mittelmeerspielen 1955 in Barcelona.
Nach seiner Karriere arbeitete Peretti als Ingenieur unter anderem bei Olivetti.